# ريانودين
ريانودين هو ديتيربينويد سام موجود في نبات أمريكا الجنوبية ريانيا سبيسيوسا (الصفصافيات). كان يستخدم في الأصل كمبيد حشري.
يحتوي المركب على تقارب كبير للغاية مع مستقبلات ريانودين ذات الشكل المفتوح، وهي مجموعة من قنوات الكالسيوم الموجودة في العضلات الهيكلية والعضلات الملساء وخلايا عضلة القلب. إنه يرتبط بدرجة عالية من التقارب مع المستقبلات لدرجة أنه تم استخدامه كعلامة للتنقية الأولى لتلك الفئة من القنوات الأيونية وأطلق عليها اسمها.
بتركيزات نانومولار، يحبس الريانودين المستقبل في حالة نصف مفتوحة، بينما يغلقها تمامًا عند تركيز ميكرومولار. تأثير الارتباط على مستوى النانو مولار هو أن الريانودين يتسبب في إطلاق الكالسيوم من مخازن الكالسيوم مثل الشبكة الساركوبلازمية في السيتوبلازم، مما يؤدي إلى تقلصات العضلات الهائلة. تأثير الارتباط على مستوى الميكرومولار هو الشلل. هذا صحيح لكل من الثدييات والحشرات.